# San Dimas (California)
San Dimas è una città situata nella valle di San Gabriel, nella contea di Los Angeles, in California. Al censimento del 2010, la popolazione totale è di 33 371 abitanti. Il nome della città deriva dall'omonimo canyon San Dimas, localizzato sulle montagne San Gabriel a nord del centro abitato. Il nome della città è ispirato a san Dimas (san Disma in italiano) il "buon ladrone" crocifisso alla destra di Gesù e ricordato nel Vangelo di Nicodemo.

## Geografia fisica
San Dimas è un sobborgo della città di Los Angeles, a 45 km a nord-est dalla Downtown e a nord dell'Oceano Pacifico.
La città, all'inizio del XX secolo, si è sviluppata sia lungo la Route 66 sia a sud della stessa. La Arrow Highway e la San Dimas Avenue sono le altre due arterie principali di San Dimas. La Foothill Freeway (I-210) collega il centro abitato con Pasadena e la San Fernando Valley, mentre la Route 57 collega San Dimas con la Contea di Orange e le spiagge.

## Popolazione
Al censimento del 2000, San Dimas aveva 35 025 residenti, passati a 33 371 nel 2010.

## Storia
La tribù indiana dei Tongva ha abitato l'area in cui oggi sorge San Dimas insieme ad altre popolazioni per oltre 8.000 anni. Sul finire del XVIII secolo questo territorio venne occupato dai coloni spagnoli della Missione San Gabriel. I primi Europei giunsero in queste aree nel 1774, quando Juan Bautista De Anza attraversò queste terre durante una delle sue spedizioni.
A partire dal 1837 alcuni proprietari terrieri messicani si stabilirono qui, in particolare il primo ranch fu il "Rancho San Jose", fondato da Ygancio Palomares. I residenti del ranch si occupavano sia di allevare bovini e pecore, sia della coltivazione dei campi. Però a partire dal 1860 una grave siccità decimò il bestiame, inoltre Ygancio Palomares morì nel 1864. La vedova di Palomares vendette il ranch nel 1865 a due mercanti di Los Angeles: Isaac Schlesinger e Hyman Tischler. Nel 1866, Schlesinger e Tischler vendettero il ranch a Louis Phillips.
Nel 1887, con l'arrivo della linea ferroviaria di Santa Fe, San Dimas (che all'epoca si chiamava La Cienega Mud Springs) venne mappata per la prima volta. La San Jose Ranch Company costruì qui le prime vie di comunicazione di una certa importanza, attirando nella zona alcuni piccoli uomini d'affari; di lì a poco l'insediamento prese un nuovo nome: San Dimas. La crescita fu rapida e San Dimas divenne presto una comunità di agricoltori che coltivavano grano, aranci e limoni.
San Dimas venne riconosciuta come città nel 1960.